# Pittosporum kweichowense
Pittosporum kweichowense är en tvåhjärtbladig växtart som beskrevs av Gowda. Pittosporum kweichowense ingår i släktet Pittosporum och familjen Pittosporaceae.

## Underarter
Arten delas in i följande underarter:
- P. k. buxifolium
- P. k. podocarpifolium